# カナダとアメリカ合衆国の関係

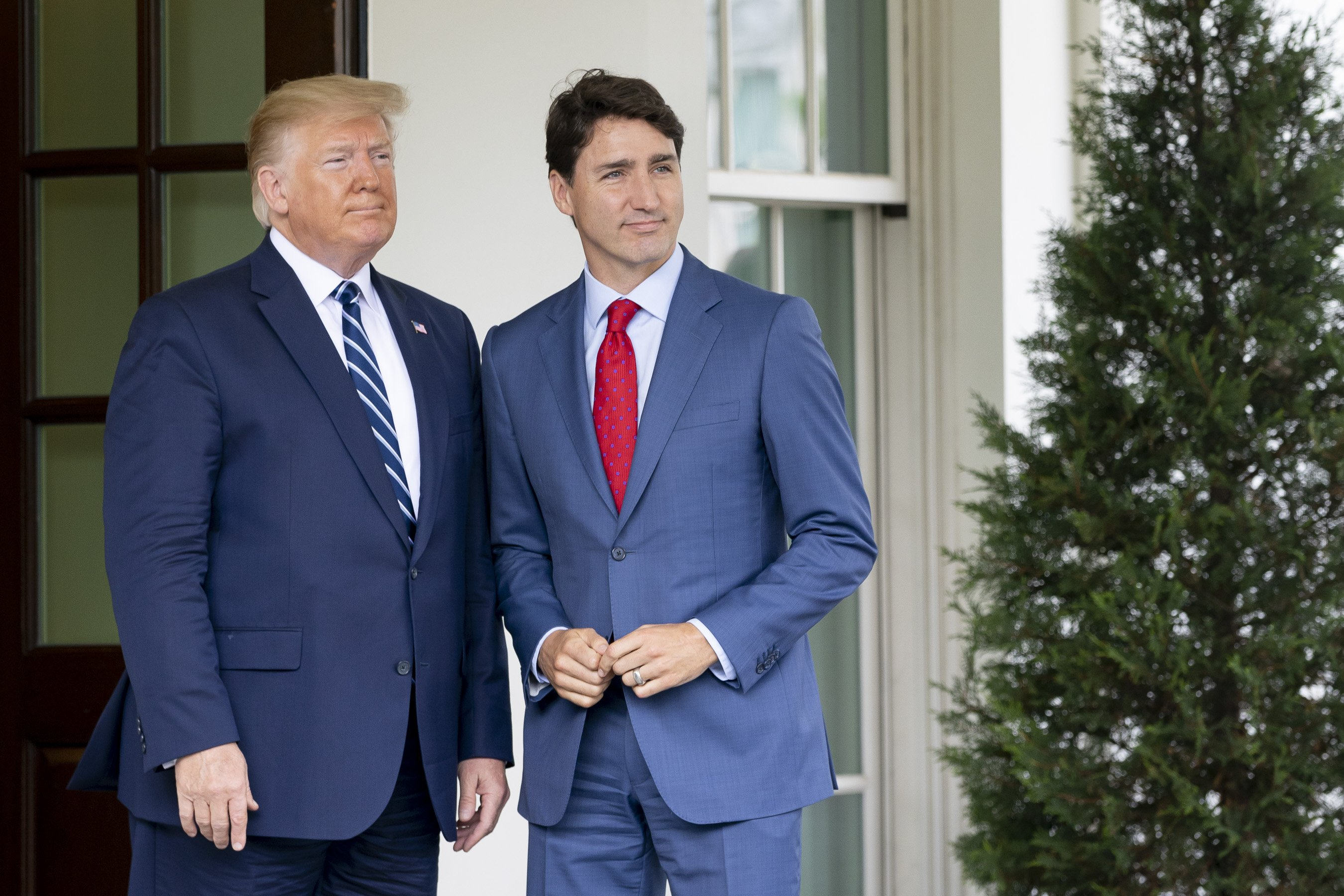
アメリカ合衆国大統領ドナルド・トランプとカナダ首相ジャスティン・トルドー（2019年6月）

カナダとアメリカ合衆国の関係（カナダとアメリカがっしゅうこくのかんけい、英: Canada–United States Relations, フランス語: Relations entre le Canada et les États-Unis）では、2世紀以上の期間にわたり、イギリス植民地としての遺産を共有し、アメリカ合衆国建国初期には紛争があったものの、現代では最も成功した国際関係の一つまで発展した経緯を扱う。両国は互いの主要な経済パートナーであり、実際に1994年の北アメリカ自由貿易協定 (NAFTA) 締結以降、2つの経済は次第に融合してきた。さらに2国間には常に大規模な人の移動・移住があり、また1900年以来大規模な観光客の交流もある。
両国の関係の中で最も深刻な不和が生じたのは1812年に始まった米英戦争のときであり、アメリカ合衆国がイギリス領北アメリカに侵略し、イギリス・カナダ軍からの逆襲を受けた。この戦争後国境は非武装化されたが、1866年から始まるフェニアン襲撃などに対しアメリカ合衆国が無作為を維持したことで、小規模の紛争が継続しさらに対米感情が悪化した。その後2つの世界大戦で軍事協力が始まり、冷戦期間も続いたが、カナダ人はアメリカの特定の政策について疑念を持っていた。大量の貿易や移民によって両国間に密接な結びつきが生まれたが、人口や経済力ではアメリカ合衆国の10分の1であるカナダは、常にその隣国に圧倒される恐れを抱いていた。ジェイムズ・タッグは、カナダの学生がカナダ文化やカナダの主権が圧倒されるようになるという大きな恐れを持っていると報告している。
カナダとアメリカ合衆国は、世界最大の貿易相手国であり、2国間の国境は世界最長の非武装国境となっており、防衛圏内で重要な相互運用を行っている。最近問題になっているのは、NAFTAがありながら繰り返される貿易論争、環境問題、カナダにとって石油輸入の将来に関する不安、および不法移民問題やテロリズムの脅威である。両国の外交政策は冷戦期間とその終了後も密接な同盟関係にあるが、カナダはベトナム戦争、キューバとの関係、イラク戦争、ミサイル防衛構想、および対テロ戦争に関するアメリカの政策には同意しなかった。小さな外交論争としては北西航路が国際水域であるかあるいはカナダの司法権下にあるかという問題がある。
カナダはアメリカ人の好む外国のままであり、アメリカ合衆国はカナダの国際的役割を評価している。底流にある反米感情はアメリカの文化的優位性とカナダ文化の独自性が薄れるという恐れによって僅かながら増幅されている。

## 国力比較
|             | カナダ | アメリカ合衆国 |
| ----------- | --- | --- |
| 人口        | 3402万3000人 | 3億819万5000人 |
| 面積        | 998万4670平方キロメートル | 962万9091平方キロメートル |
| 首都        | オタワ | ワシントンD.C. |
| 最大都市    | トロント | ニューヨーク |
| 政府        | 議院内閣制 連邦立憲君主国 | 大統領制 連邦共和国 |
| 公式言語    | 英語とフランス語 | 連邦では指定無し |
| 主たる宗教  | 63.6% キリスト教、30.5% 無宗教または無回答、2% イスラム教、1.1% ユダヤ教、1% 仏教、1% ヒンドゥー教                                                | 78.4% キリスト教、16.1% 無宗教、1.7% ユダヤ教、1.2% その他、0.7% 仏教、0.6% イスラム教、0.4% ヒンドゥー教                                                                             |
| 民族構成    | 75% 白人/ヨーロッパ系、5.5% 先住民族、4.6% 南アジア人、4.3% 中国人、3.3% その他アジア人、3.2% 黒人/アフリカ人、2.5% 中東人、0.3% ラテンアメリカ人 | 76.6% 白人、18.1% ヒスパニックおよびラテンアメリカ人、13.4% アフリカ系アメリカ人、 6.5% その他、5.8% アジア人、2.8% 混血、 0.68% インディアンまたはアラスカ先住民、0.14% 太平洋諸島系 |
| GDP（実質） | 2008年IMF推計: 1兆4990億米ドル（一人当たり4万5085ドル）                                                                                           | 2008年IMF推計: 14兆4410億米ドル （一人当たり4万7440ドル） |
| 軍事費      | 182億8000万ドル（2009-10会計年度） | 6637億ドル（2010会計年度） |

## 歴史

### 人々の交わり
1750年代から21世紀まで、カナダとアメリカ合衆国の人々は広範な交わりがあり、その多くは双方向のものだった。
ニューイングランドのヤンキーは1775年以前にノバスコシアの大部分に入植しており、アメリカ独立戦争の時は中立を保った。独立戦争の終戦で約75,000人のロイヤリストが新生アメリカ合衆国からノバスコシア、ニューブランズウィックおよびモントリオールの西と南のケベックに移った。1790年から1812年の間、多くの農夫がニューヨーク州やニューイングランドからオンタリオ州に移動した。20世紀初期、プレーリー地域が開放されてアメリカ合衆国中西部からの多くの農夫を惹き付けた。特に著名な集団としては、ペンシルベニア・ダッチのメノナイトと、モルモン教会が1980年代に複婚を拒否した後でユタ州からアルバータ州に行って地域社会を形成したモルモン教徒がいた。1960年代には、ベトナム戦争に反対した約5万人の徴兵忌避者がカナダに移動した。
19世紀後半と20世紀初期には、約90万人のフランス系カナダ人がアメリカ合衆国に移住し、1900年には395,000人の住人が動いた。その3分の2はニューイングランドの工場町に入り、独特の民族社会を形成した。20世紀後半までにさらに広範な範囲に広がり、フランス語を棄てたが、大半がカトリックの信仰は保持した。イギリス系カナダ人も約2倍の人々がアメリカ合衆国に移住したが特徴ある民族社会は作らなかった。
カナダは他国からの移民が暫くは留まっているが、結局はアメリカ合衆国に行ってしまう通過国だった。1851年から1951年の100年間で主にヨーロッパから710万人がカナダに到着し、660万人がカナダを離れ、その大半はアメリカ合衆国に向かった。

### アメリカ合衆国の独立

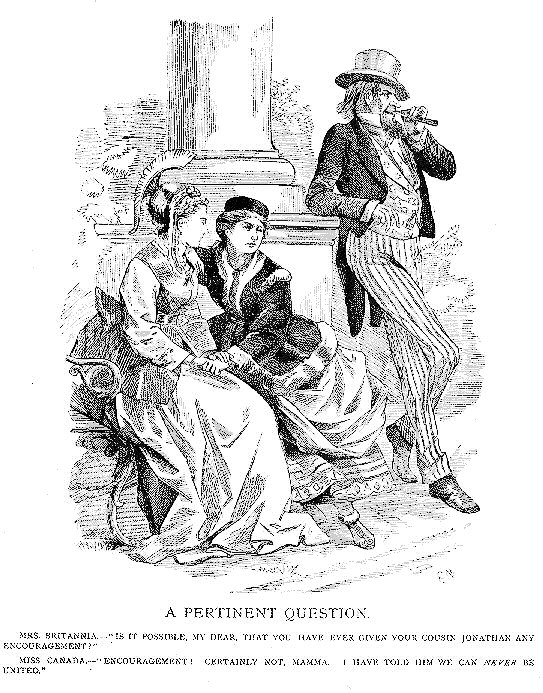
カナダとアメリカ合衆国の関係に関する新聞漫画、カナダ（左の女性）がイギリス（中央）に、アメリカ（右の男性）とは一緒になるつもりは無いと説明している（1886年）

アメリカ独立戦争が勃発したとき、アメリカ革命推進派はケベックのフランス系カナダ人とノバスコシアの開拓者が反乱に参加してくれることを期待していた。連合規約の中ではアメリカ合衆国に加わることを事前承認すらしていた。独立戦争初期のカナダ侵攻作戦では、何千ものカナダ人がアメリカ側に加担し、戦争期間を通じて戦った。しかしカナダの大半の住人は中立を保ち、イギリス側に付く者もいた。イギリスはフランス系カナダ人には、イギリス帝国がケベック法で既に彼等の権利を確保したと宣伝していたが、アメリカ側はケベック法も耐え難き諸法の一つに数えていた。アメリカによる侵略は失敗し、イギリスはその北部領土の支配を確かなものにした。1777年、イギリスの大軍がニューヨーク植民地に侵入したが、サラトガの戦いの結果、全軍が降伏することになり、フランスがアメリカ側について参戦することになった。フランス系カナダ人は大半がフランスによる連帯の呼びかけを無視した。戦後、カナダは約75,000人のロイヤリスト（反独立派）の避難所となった。ロイヤリストは自発的にアメリカ合衆国を去ることを望んだか、愛国者（独立派）による報復で退去を強いられたかだった。ロイヤリストは当初から多民族の出自だったが、その中には3,500人の自由黒人もいた。大半はノバスコシアに行き、1792年にそのうちの1,200人は西アフリカのシエラレオネに移住した。約2,000人の黒人奴隷がロイヤリストの主人に連れてこられた。彼等はカナダでも奴隷のままであり、イギリスが1833年に奴隷制を廃止するまで続いた。1860年より前に、3万人ないし4万人の逃亡黒人奴隷が地下鉄道を通じてイギリス領北アメリカに逃れた。

### 米英戦争
1783年パリ条約で独立戦争が終わり、この条約の条項でイギリスには五大湖を境とするそれより南の砦を明け渡すことを求めていた。イギリスは、アメリカ合衆国が戦争で資産を奪われたロイヤリストに対する賠償を行わなかったことをたてに、砦の明け渡しを拒んだ。1795年のジェイ条約で長引いていたイギリスとの問題を解決し、イギリスは砦を開放した。トーマス・ジェファーソンはアメリカ合衆国の近くにイギリス帝国が存在することはアメリカ合衆国の共和制に対する脅威と考え、ジェイ条約に反対し、当時の合衆国における大きな政治課題の一つになった。
1805年以降に再度緊張関係が高まり、1812年にアメリカがイギリスに対して宣戦布告したことで米英戦争が始まった。アメリカ人は、イギリスが公海上でアメリカの船舶に嫌がらせし、6,000人のアメリカ水夫を捕まえ（強制徴募）、中立のアメリカがフランスと貿易することを厳しく制限し、またイギリスがオハイオ領土などパリ条約で得た合衆国領土内で敵対的インディアンを支援していたことに怒った。アメリカの「名誉」が暗黙的な問題だった。アメリカ合衆国は海軍力ではイギリスに10対1の比率で劣っていたので、イギリス帝国を攻撃する唯一可能な手段として陸からカナダを侵略する提案が行われた。西部フロンティア（現在の中西部）にいたアメリカ人は、アメリカ合衆国の西方への拡大に抵抗するインディアンへのイギリスの支援を終わらせられると期待してもいた。インディアンはテカムセが種族の連衡を進めて抵抗していたのが代表例だった。1812年におけるアメリカの戦略はイギリスからの割譲を強制する手段としてカナダを一時的に占領することだった。カナダ西部の開拓者は近年にアメリカから入植した者が大半だったので、その人々がこの機会を利用してイギリス支配をひっくり返すことになるという期待もあった。しかし、アメリカの侵略は成功せず、インディアンやアッパー・カナダ（オンタリオ州）の民兵隊に支えられたイギリス正規軍のために敗れた。イギリス軍が1814年にニューヨーク州を、1814年から1815年に掛けてはルイジアナ州を侵略したが、作戦の不手際が祟って撤退した。両軍は1812年の開戦時の状態に戻った。フランスでナポレオンが失脚したことで、イギリスはアメリカを怒らせていた海上政策を止めた。インディアンが敗北しアメリカの拡大に対抗していた脅威も去った。結局両国は戦い続ける理由を失い、1815年2月に有効になったガン条約で戦争が終わった。
それに続く年月で20世紀に入ってもイギリス帝国に忠実であり続けているカナダ人は、米英戦争のことを侵略に対する成功した抵抗例として、またカナダ人を国民として定義づける勝利として見なした。それ以来カナダにおける政治論理の共通主題は、アメリカの影響力からカナダを守ること、アメリカの政治、文化および経済の領域に飲み込まれてしまうことを避けることとなった。

### カナダ自治領

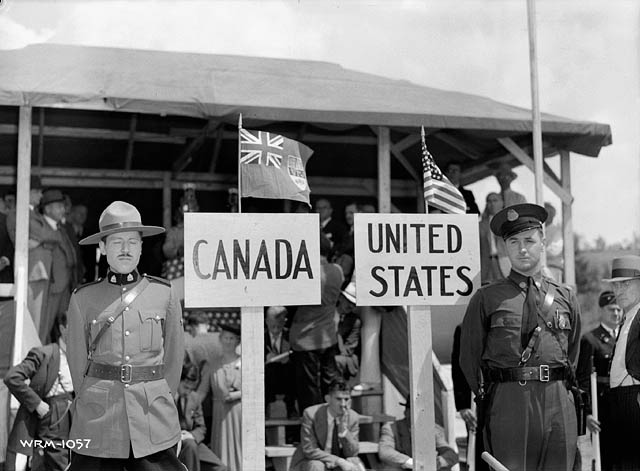
カナダの騎馬警官（左）とアメリカ合衆国の州警察官（1941年）

カナダは1867年に国内事情について自治領となり、外交と防衛政策をイギリスが管轄するようになった。このイギリス連邦の一部となる前に、オレゴン境界紛争があり、アメリカ合衆国が北緯54度線を国境として主張した。この問題は論争のあった地域を2つに分けることで解決された。北半分はブリティッシュコロンビア州となり、南半分はワシントン州とオレゴン州になった。しかし、アメリカ合衆国との歪んだ関係は継続し、1866年から1871年にはフェニアン襲撃と呼ばれる一連の小規模な武装侵略が続いた。これはアイルランド系アメリカ人で南北戦争退役兵の一団がアイルランドの独立のためにカナダを交換条件にする意図で国境を越えたものだった。アメリカ合衆国連邦政府はカナダが南北戦争の間にアメリカ連合国側の襲撃者に寛大だったことを怒っており、フェニアンを武装解除することも大変緩り動いた。外交交渉に当たったイギリス政府は、アメリカとの関係が緊張していたので慎重な抗議を行った。1872年に南北戦争中にイギリスが建造しアメリカ連合国に売った艦船によって蒙ったアメリカ合衆国の損失に対し、イギリスが1,550万ドルを支払うとしたアラバマ要求が決着し、フェニアン襲撃が下火になっていったために、この緊張関係の大半は消失したが、さらに対米感情が悪化した。
ジョージ堆上の海洋境界や太平洋における漁業、捕鯨およびアザラシ狩りの権利についての論争は国際調停によって解決され、重要な先例となった。
アラスカ国境問題はもっと大きな論争を呼んだが、1903年にアメリカ合衆国有利で解決された。この問題はアラスカ州とカナダの間の正確な国境に関するものであり、具体的にカナダが現在のアメリカの町ヘインズ近くに港を持てるかということだった。そこからはユーコンの新しい金鉱原に近付くことができるはずだった。この論争は調停とイギリスの代表団がアメリカ有利の裁定を下すことで決着した。カナダ人は驚愕し反英感情が起こった。カナダ人はイギリスがカナダに対するよりもアメリカ合衆国との関係を優先して考えるということを突然認識した。
1907年、アメリカ海軍のUSSナッシュビル（1897年建造）がカナダの許可無しにカナダ領を通って五大湖に入ったことを巡り、小さな論争があった。1909年にこのような問題への対処のためもあって、両国は境界水域国際条約に調印し、五大湖を管理していくために国際合同委員会が設立された。
この時代に経済的結びつきが強まり、両国間の移民も拡大したが、平等ではなかった。1901年アメリカ合衆国生まれの市民12.8万人がカナダに移り（カナダ人口の3.5%)、カナダ生まれの市民118万人がアメリカ合衆国に移った（アメリカ合衆国人口の1.6%）。

### カナダの自治
1919年、第一次世界大戦の終戦処理を行うヴェルサイユ条約交渉の席に、カナダは独自の代表団を送ることを要求し認められた。ただし、条約への署名はイギリス帝国の下でという条件付きだった。その後カナダは1920年代に外交や軍事でも自国で行うようになった。1927年には初代駐米大使ビンセント・マッシーが指名された。アメリカ合衆国との関係は友好的になったが、世界恐慌の1930年から1932年にかけて関税の問題は別だった。
1930年代、アメリカ合衆国陸軍士官学校はカナダと戦争になった場合に備えた仮想戦争作戦を開発した。かれらはこの作戦をレッド計画と呼んだが、これは単なる机上の演習に過ぎなかった。同様にカナダもアメリカ合衆国からの武力侵略に対抗するために防衛計画第1号を作り上げた。アメリカからの攻撃に備えたカナダの防御陣は第二次世界大戦の勃発まで編成されていた。
しかし二度の世界大戦で協力したことによって、カナダとアメリカ合衆国の間では以前あった敵意の大半が失われた。旧宗主国イギリスの世界帝国としての影響力が減退するにつれて、カナダとアメリカ合衆国は非常に密接なパートナーとなった。冷戦の間もカナダはアメリカ合衆国の密接な同盟国であり、NATOの原加盟国として英仏やベネルクス三国などと名を連ねた。アングロアメリカを一つの地域連合と考えた場合には北極海やベーリング海峡を挟んでロシア地域と直接対峙する格好となるため、米国とカナダの連携は他の西側諸国にとっても非常に重要であった。
第二次世界大戦の間、アメリカ合衆国はニューファンドランド自治領に大型の軍事基地を建設した（ニューファンドランドは1949年までカナダに加わらず、イギリスの直接支配下にあった）。そこの実業界は経済統合党によって表明されたようにアメリカ合衆国との強い結びつきを求めた。オタワのカナダ政府はこれに気付き、ニューファンドランド自治領にカナダへの加入を求めた。結局接戦となった1948年住民投票によってニューファンドランドはカナダに加入した。この住民投票にイギリスがアメリカ合衆国という選択肢を付けなかったことについて、アメリカ合衆国内ではほとんどニューファンドランド獲得の要求が無かったので抗議もしなかった。

### ニクソンショック
アメリカ合衆国はカナダ最大の市場になり、戦後カナダ経済はアメリカ合衆国との貿易が円滑に進むことに依存するようになっていたので、1971年にいわゆる「ニクソン・ショック」でアメリカ合衆国連邦政府が新しい経済政策（輸入品の全てに10%の関税、など）を打ち出したとき、カナダ政府は恐慌に陥った。このこともあって首相ピエール・トルドーの「第3の選択」政策を発表させることになった。これはカナダの貿易を多様化させ、カナダとアメリカ合衆国の関係の重要度を下げるものだった。1972年、ニクソン大統領はオタワでの演説でカナダとの「特別の関係」が終わったことを宣言した。

### 1990年代
1990年代のカナダとアメリカ合衆国の関係における主要なテーマは、1994年に締結された北米自由貿易協定（NAFTA）であった。この協定により、2014年までに19兆ドル規模、4億7,000万人を包含し、数百万の雇用を創出する共通市場が形成された。マイケル・ウィルソンは「NAFTAはカナダの消費者、労働者、企業に大きな利益をもたらしたことはほぼ疑いない」と述べているが、「NAFTAは期待には遠く及ばなかった」とも指摘している。

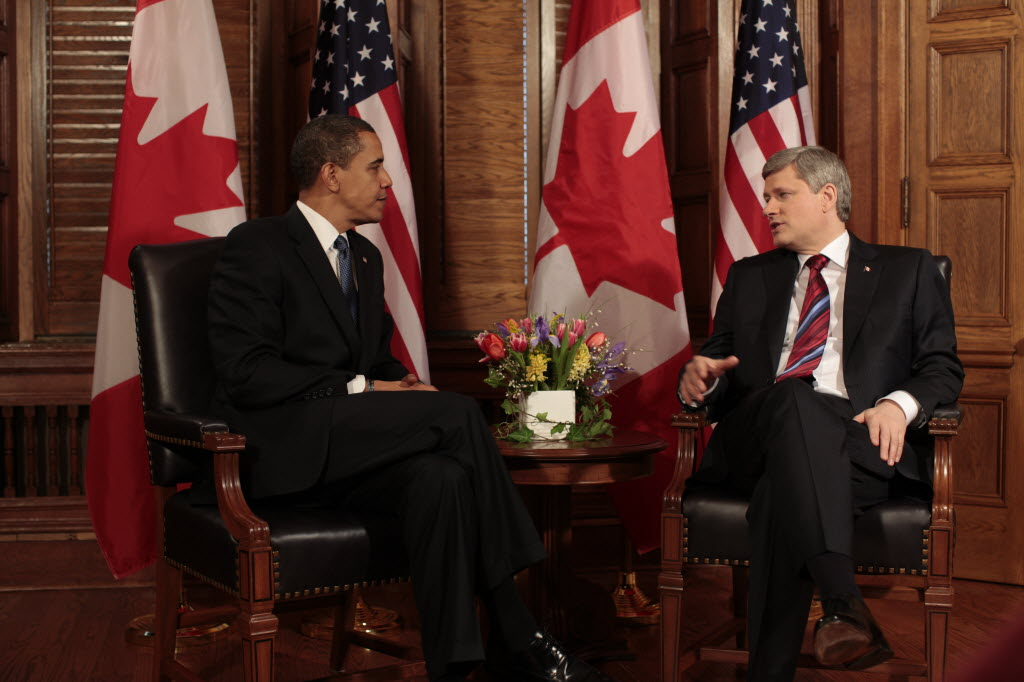
カナダ首相スティーヴン・ハーパー (右)とアメリカ合衆国大統領バラク・オバマ（2009年2月のオタワでの会談）

### 21世紀
カナダ首相スティーヴン・ハーパーは2006年2月選挙での勝利をアメリカ合衆国大統領ジョージ・W・ブッシュに祝われた直後に、駐カナダアメリカ合衆国大使デイビッド・ウィルキンスが北極海におけるカナダの主権を武力で主張するというカナダ保守党の計画を批判したとして非難した。ハーパーが初めてアメリカ合衆国大統領と会見したのは2006年3月末だった。具体的な合意というようなものはほとんど無く、この会見は2国間のより密接な関係づくりという方向を示したものとして報道には報じられた。
ハーパー首相は、バラク・オバマがジョン・マケインに勝利したときに、電話で祝意を伝え、この2つの国は最も偉大な同盟者になることを請け合った。オバマは2009年1月20日にアメリカ合衆国大統領に就任した後、最初の国外訪問先はカナダになると声明を出し、2月19日に実現した。

## 防衛と国際紛争
カナダの軍隊はNATOの他の諸国同様、第二次世界大戦以降の主要な紛争ではアメリカ側に付いて戦ってきた。これには朝鮮戦争、湾岸戦争、コソボ紛争および極最近のアフガニスタン紛争が含まれている。大きな例外と言えば、ベトナム戦争とイラク戦争にカナダ政府が反対したことであり、短期間の外交的緊張を生んだ。これらの問題にも拘わらず、軍事協調は密接に進んでいる。
アメリカのカナダとの防衛配置は他のどの国よりも広範である。1940年に設立された恒久的合同防衛委員会は2国間の防衛事項について政策レベルの協議を行っている。アメリカ合衆国とカナダはNATOの相互安全保障任務を分け合っている。さらにアメリカ合衆国とカナダの軍隊は北アメリカ航空宇宙防衛司令部 (NORAD)の枠組みの中で大陸上空の防衛について1958年以降協力してきた。両国間には活動的な軍事交流プログラムもあり、カナダ軍の人員がイラク問題を担当したこともあった。さらには、冷戦終結以降アメリカ軍との互換性がカナダ軍の構造と原理の指標原則になった。例えばカナダ海軍のフリゲート艦はアメリカ航空戦隊に違和感なく組み込まれている。

### アフガニスタン紛争
2001年9月11日のアルカーイダによるアメリカ同時多発テロ事件から間もなく、カナダの特殊任務部隊JTF2がアフガニスタンでのアメリカ特殊任務部隊に参加した。2002年1月のアナコンダ作戦では、カナダ軍が多国籍連合軍に参加した。2002年4月18日、アメリカ人パイロットが誤って演習中のカナダ軍を爆撃し、4人を殺害し8人を負傷させた。アメリカ・カナダ合同審問でこの事故の原因はパイロットが地上の砲火を見て攻撃を受けたと判断したミスだと裁定した。このパイロットは命令を無視し、その戦場での戦術判断が「出し抜かれた」と感じていた。カナダ軍は2003年に国際治安支援部隊の指揮を6ヶ月でローテーションさせることを始めた。2005年にはカナダはカンダハールでの多国籍旅団2,300名の作戦指揮を執り、アルカーイダが最も活動的であるカンダハールの地方復興チームを監督している。また1991年以来ペルシャ湾に海軍を派遣し、国連湾岸多国籍阻止軍を支援している。
ワシントンD.C.のカナダ大使館は CanadianAlly.comと呼ぶPR用 ウエブサイト を運営しており、「北アメリカと世界の安全保障およびテロに対する戦争におけるカナダの役割の範囲についてアメリカ市民に良い感覚を与える」ことが意図されている。
新民主党や最近の革新派指導候補者は、アフガン紛争におけるカナダの役割拡大を、カナダが第二次世界大戦以降果たしてきた平和を維持するという歴史的役割と矛盾するものとして反対を表明してきた。

### イラク侵攻
最近の世論調査で、カナダ人の大半は2003年のイラク侵攻に反対していた。多くのカナダ人およびポール・マーティンのカナダ自由党前政権が（ビル・クリントンやバラク・オバマのような多くのアメリカ人と同様）、アフガニスタンとイラクの紛争には明確に異なる政策を作った。これはどちらも「対テロ戦争」と位置付けたブッシュ・ドクトリンとは異なっている。

## 貿易
カナダとアメリカ合衆国は世界最大の貿易関係があり、毎年大量の製品と人が国境を越えて流れている。1987年のカナダ・アメリカ自由貿易協定以来、2国間に交流する製品の大半に関税が掛かっていない。
そのような大量の貿易関係があると、2国間の貿易に関する論争も数多く、また避けられないものである。針葉樹製材論争では、アメリカ合衆国がその論ずるところではカナダ政府が不公平な補助金を出しているために、カナダの針葉樹木材に関税を課し、これにカナダが反論した。この論争は幾つかの合意と調停を通じて繰り返された。その他著名な論争にはカナダ小麦委員会や雑誌およびテレビに関するカナダの文化的「制限」が挙げられる（カナダ・ラジオテレビ通信委員会、カナダ放送協会などを参照）。2003年にアメリカ合衆国からの牛に狂牛病が見つかったことやアメリカの高い農業補助金の故に牛肉輸入を禁止したことなどでカナダは批判されてきた。カナダの関心は北アメリカ自由貿易協定の例えば第11章（個人または法人投資家が損害を受けたときの補償請求）のような面にも高い。
継続する複雑な貿易問題の中にはカナダからアメリカ合衆国に輸出される安い処方薬がある。カナダの州が運営する医療システムの一部としてカナダ政府による価格統制があるために、処方薬の価格は規制のないアメリカ市場の消費者が払う価格より安くなる可能性がある。アメリカ合衆国の法律はこのような販売に対して全国レベルで可決されて来たが、特定の州や自治体は貿易を続けることを認める独自の法を制定してきた。政治的選挙運動の支援者になることが多いアメリカの製薬会社はこのやり方に反対するようになった。
駐アメリカ合衆国カナダ大使館による2007年の研究に拠れば、カナダとアメリカ合衆国の貿易はアメリカ合衆国の710万人の仕事を支えている。下表はアメリカ合衆国の州毎にその提供する雇用数とランクを示したものである。
| 州                   | 提供する雇用数 | 順位 |
| -------------------- | -------------- | ---- |
| アラバマ州           | 72,000         | 24   |
| アラスカ州           | 13,000         | 48   |
| アリゾナ州           | 89,000         | 22   |
| アーカンソー州       | 45,000         | 32   |
| カリフォルニア州     | 626,000        | 1    |
| コロラド州           | 93,000         | 21   |
| コネチカット州       | 67,000         | 27   |
| デラウェア州         | 16,000         | 46   |
| ワシントンD.C.       | 29,000         | 38   |
| フロリダ州           | 289,000        | 4    |
| ジョージア州         | 152,000        | 10   |
| ハワイ州             | 26,000         | 39   |
| アイダホ州           | 23,000         | 43   |
| イリノイ州           | 237,000        | 5    |
| インディアナ州       | 112,000        | 14   |
| アイオワ州           | 55,000         | 30   |
| カンザス州           | 51,000         | 31   |
| ケンタッキー州       | 69,000         | 26   |
| ルイジアナ州         | 73,000         | 23   |
| メイン州             | 24,000         | 41   |
| メリーランド州       | 101,000        | 20   |
| マサチューセッツ州   | 134,000        | 13   |
| ミシガン州           | 174,000        | 8    |
| ミネソタ州           | 103,000        | 19   |
| ミシシッピ州         | 43,000         | 34   |
| ミズーリ州           | 108,000        | 16   |
| モンタナ州           | 16,000         | 45   |
| ネブラスカ州         | 36,000         | 36   |
| ネバダ州             | 43,000         | 35   |
| ニューハンプシャー州 | 24,000         | 42   |
| ニュージャージー州   | 153,000        | 9    |
| ニューメキシコ州     | 30,000         | 37   |
| ニューヨーク州       | 348,000        | 3    |
| ノースカロライナ州   | 151,000        | 11   |
| ノースダコタ州       | 13,000         | 49   |
| オハイオ州           | 212,000        | 7    |
| オクラホマ州         | 58,000         | 29   |
| オレゴン州           | 63,000         | 28   |
| ペンシルベニア州     | 219,000        | 6    |
| ロードアイランド州   | 19,000         | 44   |
| サウスカロライナ州   | 69,000         | 25   |
| サウスダコタ州       | 15,000         | 47   |
| テネシー州           | 108,000        | 15   |
| テキサス州           | 369,000        | 2    |
| ユタ州               | 44,000         | 33   |
| バーモント州         | 12,000         | 50   |
| バージニア州         | 141,000        | 12   |
| ワシントン州         | 108,000        | 17   |
| ウェストバージニア州 | 25,000         | 40   |
| ウィスコンシン州     | 103,000        | 18   |
| ワイオミング州       | 9,000          | 51   |
| 総計                 | 5,210,000      |      |

### メディア
- アメリカで視聴可能なカナダのテレビ局（英文）
- カナダで視聴可能なアメリカのテレビ局（英文）

### ドナルド・トランプとカナダ
2017年にドナルド・トランプがアメリカ合衆国大統領に就任すると、貿易の不均衡是正を図るために各国に対し関税を強化するなどの手段を講じた。カナダも例外ではなく、北米自由貿易協定（NAFTA）が実質的に米国・メキシコ・カナダ協定（USMCA）に切り替わる中で、カナダが受けてきたアメリカとの自由貿易による恩恵の一部が失われた。2021年にジョー・バイデン政権が発足すると、アメリカからの圧力は弱まったが、
2025年に第2次トランプ政権が発足すると、カナダに対して雇用と製造業を守り、不法移民と麻薬（フェンタニル）の密輸を阻止するための対策を求め、対策如何では輸入品に25%の関税をかけることを示した。アメリカによる関税措置は2025年3月4日に発動、これに対して同日、カナダも報復関税を発動させた。
しかし一方で、翌3月5日、アメリカ国内の自動車業界からの働き掛けを受け、ホワイトハウスは米国・メキシコ・カナダ協定に準拠した自動車および自動車部品ならば、適用を関税措置の対象から1カ月間除外することを発表した。

## 環境問題

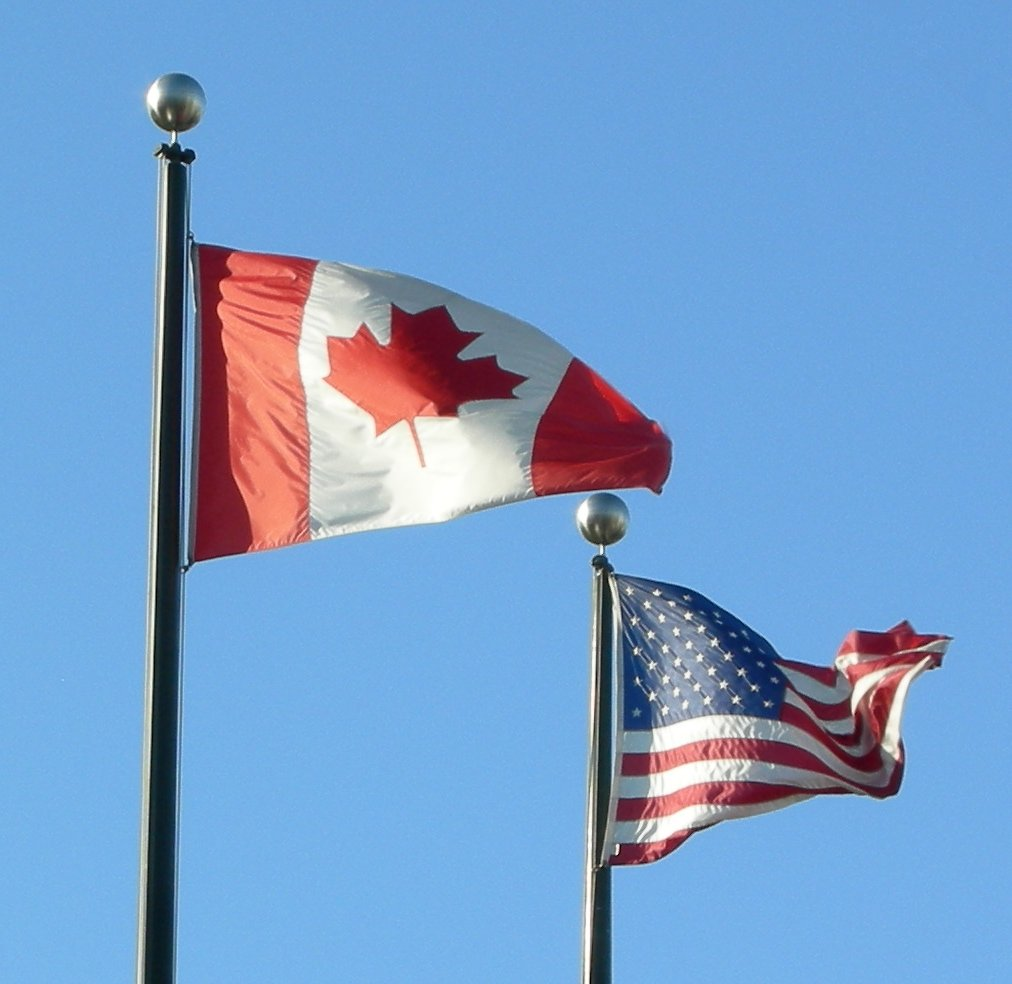
カナダとアメリカ合衆国の国旗

カナダとアメリカ合衆国は両国の関係において重要度が増している地域である国境地帯の環境問題を解決するために密接に協力している。この協力のための重要な手段は国境水域における見解の食い違いを解決し国際協調を推進するための1909年境界水域条約の一部として設立された国際合同委員会である。1972年五大湖水質協定は国境地帯の水質汚染を管理するための歴史的協調の例である。しかし、幾らかの論争もあった。極最近では、ノースダコタ州が始めたプロジェクトであるデビル湖水路が、このプロジェクトの結果として水質が汚染されることを恐れたマニトバ州の住民を怒らせた。
両国政府はほぼ毎年国境を越えた大気汚染に関しても協議している。1991年大気質協定では、両国が酸性雨の管理計画で協調し実行することで少なからぬ前進があり、2000年には地表面のオゾンについても付属書に調印した。これらの動きにも拘わらず国境を越えた大気汚染の問題は、特に夏季の五大湖からセントローレンス川流域で残っている。国境を越えた大気汚染の主たる排出源は石炭焚き火力発電所であり、その大半はアメリカ合衆国中西部内に位置している。
現在までどちらの政府も、地球温暖化ガスの抑制をスケジュール化した京都議定書を支持していない。アメリカ合衆国とは異なり、カナダは協定を批准した。しかし批准後の国内政治的論争のために、京都議定書を執行してはおらず、環境運動団体や他国の政府からその模様眺めの姿勢を批判されてきた。

## 不法薬品
2003年、アメリカ合衆国連邦政府は、カナダ政府の閣僚がマリファナを非犯罪化する案を発表したときに関心を寄せてきた。アメリカ合衆国麻薬問題担当長官ジョン・P・ウォルターズの補佐官デイビッド・マレーはカナダ放送協会のインタビューで、「我々は反応しなければならないだろう。我々は反応を強制されることになるだろう」と語った。しかし、2006年初期の総選挙の結果、政権を得たカナダ保守党はマリファナを自由化する法の成立を止めたが、2018年にカナダ自由党政権はアメリカ合衆国のいくつかの州と同様に娯楽用カンナビの使用を合法化した。

## アラー事件
2002年9月26日、カナダの法執行部門からの情報で行動したアメリカ合衆国の役人がテロリストとの繋がりがあるという容疑でマーヘル・アラーを拘束した。アラーはカナダとシリアの双方に国籍があり、チュニジアからカナダへの移動中にニューヨーク州を通過していた。
アラーはカナダのパスポートを携行していたが、出生国であるシリアに送還された。そこで1年間以上投獄され、繰り返し拷問を受けた。アメリカ合衆国の役人が彼をシリアに送還すると決めたこと、そこでの投獄と拷問、さらにはアメリカ合衆国とカナダの役人の間の協調範囲が当時のカナダに政治問題になった。
それ以来カナダの役人はアラーが如何なる形でもテロリズムと関係なかったと発言し、カナダ首相スティーブン・ハーパーはアラーに対して公式謝罪を発し、1,050万カナダドルの慰謝料を払った。それでもアラーはアメリカ合衆国のテロリスト警戒リストに残ったままである。

## 外交

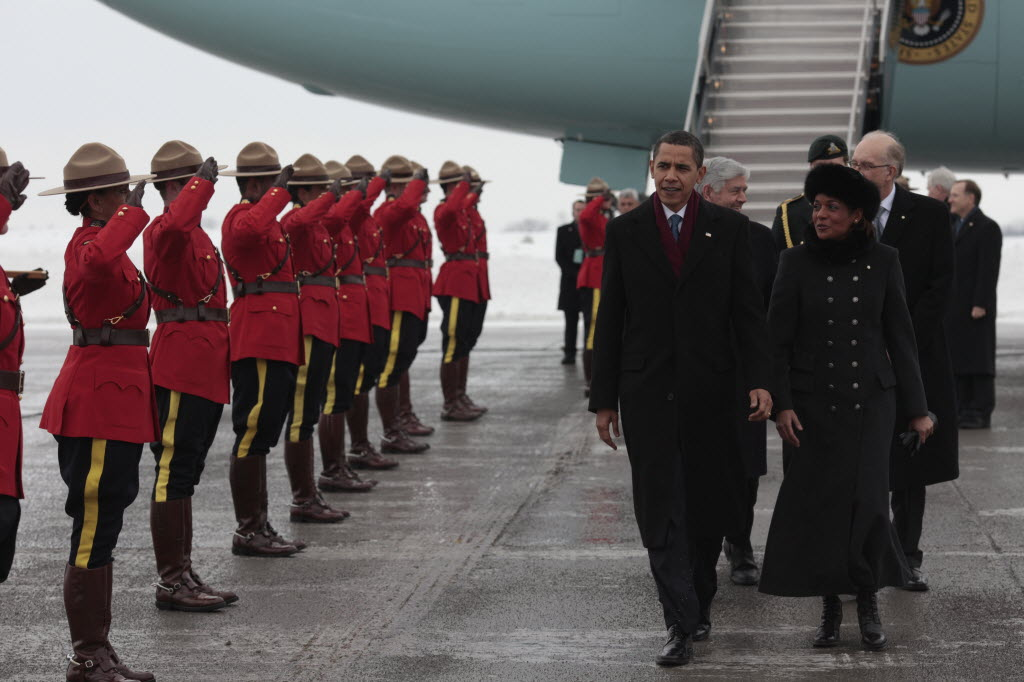
カナダ総督ミカエル・ジャン（右）とアメリカ合衆国大統領バラク・オバマ（2009年2月にオタワでの会談）

### 領土紛争
| 以下は海洋境界の紛争地である - ディクソン海峡 - ボーフォート海 - ファンデフカ海峡 - サン・フアン諸島 - マキアスシール島およびノースロック | 国境紛争 - アルーストック戦争 （メイン州国境） - アラスカ国境問題 - ブタ戦争 | 国際的問題に関する論争 - 北西航路 - 内海航路 |

#### 北極海論争
カナダとアメリカ合衆国の間で長い間一触即発状態の論争は北西航路（北極海を通る航路）に関するカナダの主権問題である。カナダは北西航路が内海（領海）であると主張し、これが国際航路（国際水域）だと主張する特にアメリカ合衆国など他国からの異議申し立てが続いてきた。アメリカが1969年に北西航路を通って石油タンカーのマンハッタン号を、1985年には砕氷船北極海号運行させた時に、カナダ人は激怒した。両船ともカナダの許可を受けていなかった。1970年、カナダ政府は北極海水域汚染防止法を制定し、100マイル (160 km) 海域以内の汚染についてカナダが規制することを決めた。同年、これに反応したアメリカ合衆国は「我々は北極海水域がカナダの領海であるというカナダの主張を受け容れられない。そのようなことを認めれば世界に跨るアメリカ合衆国の海洋行動に基本的な航行の自由を侵すことになる」と述べた。1988年に「北極海協力」に関する合意によってある種妥協に達し、アメリカの砕氷船の航行は「カナダ政府の同意に基づいて行われる」ことを決めた。しかし、この合意は両国の基本的な法的姿勢を変えたのではなかった。2006年、デイビッド・ウィルキンス駐カナダアメリカ合衆国大使は、カナダ首相スティーヴン・ハーパーが提案した北極海への侵入者を探索するために軍隊の砕氷船を導入し、この水域にカナダの主権を主張することに対する合衆国政府の反対を表明した。2007年8月、ポール・セラッチ元駐カナダアメリカ合衆国大使は、北西航路が国際水域であるという主張を再評価し、そこはカナダに属させるべきとアメリカ合衆国政府に2005年に伝えたと表明した。この提言は拒絶され、2007年にはブッシュ大統領とハーパー首相が対立した。

### 共通して加盟・参加している国際組織
カナダとアメリカ合衆国はどちらも多くの多国籍組織のメンバーになっている。以下はそのリストである。
- アジア太平洋経済協力会議
- 国際連合食糧農業機関
- G8
- G10
- G20主要国経済会議
- 国際商業会議所
- 国際開発協会
- 国際通貨基金
- 国際オリンピック委員会
- 国際刑事警察機構（インターポール）
- 北アメリカ自由貿易協定
- 北アメリカ航空宇宙防衛司令部
- 北米電話番号計画
- NATO
- 米州機構
- 経済協力開発機構
- 北米の安全と繁栄のためのパートナーシップ
- 英米安全保障協定
- 国際連合
- UNESCO
- 世界保健機関
- 世界貿易機関
- 世界銀行

## 語録
- アメリカ合衆国大統領 ジョン・F・ケネディ: 地理的条件では我々は隣国になった。歴史によって我々は友人になった。経済的条件で我々はパートナーになった。そして必要性によって我々は同盟国になった。自然が固く結び付けた者を誰にもバラバラにはさせない[37]
- カナダ首相 ピエール・トルドー: カナダがアメリカの隣国であることについて、「象と一緒に眠っているようだ。この動物が如何に友好的で温和しかろうとも、一度呼び起こしたら、あらゆる引き攣りや呻きまで影響されてしまう。」[注釈 1]
- カナダ首相 ジョン・スパロー・トンプソン: これらヤンキーの政治家は既に存在する最低の泥棒人種である - 1893年、アメリカ合衆国との微妙な貿易協議の時の発言[38]
- カナダ首相 ジョン・A・マクドナルド: アメリカ合衆国との自由貿易に関して戦われた1891年のカナダ連邦選挙の初めに、「私自身について言えば私の行く道は明らかである。イギリスの臣下として生まれた私はイギリスの臣下として死ぬことになる。最大限の努力を傾け最後の息を引き取るまで、下劣な手段と欲得ずくの申し出によって我が国民の忠誠心を誘惑しようという「不明瞭な裏切り」に私は反対する」 - 1891年2月3日[39]
- アメリカ合衆国大統領 ハリー・S・トルーマン: カナダとアメリカ合衆国は、外国のことよりもお互いのことをもはや考えられないという地点まで到達した[40]。
- カナダ首相 ピエール・トルドー: 1971年、ソビエト連邦での対話で、アメリカ合衆国の圧倒的な存在感は、「文化、経済、そしておそらくは軍事的観点であってもカナダ国民のアイデンティティにとって危険」に映ると述べた[41]。
- アメリカ合衆国大統領 リチャード・ニクソン: 1972年にオタワを訪問したとき、カナダとアメリカ合衆国の「特別の関係」が終わったと宣言した。「我々は大変異なったアイデンティティを持っており、重要な意見の違いがあり、これら現実が曖昧であるときに誰の興味も深化しないということを認める時である」と述べた[42]。
- カナダ首相官邸発、バラク・オバマ大統領就任への祝辞: アメリカ合衆国はカナダも最も重要な同盟国、最も密な友人および最も大きな貿易相手国のままであり、オバマ大統領とその閣僚と共に協調し、特別な関係を築き上げることを願っている[43]。
- アメリカ合衆国大統領 リンドン・B・ジョンソン: 我々アメリカ合衆国は自分達が祝されていると見なしている。我々はそれについて大いに感謝しなければならない。しかし我々が大切にする神の贈り物はこの素晴らしい大陸にある隣人としてカナダの国民と国家を与えられたものである。- モントリオール万国博覧会でのコメント、1967年5月25日[44]
- アメリカ合衆国大統領 バラク・オバマ: 私はこの国を愛す。我々はこれほど良い友人と同盟者を得られることはないだろう。 - 最初の公式訪問国としてオンタリオ州オタワを訪れたときの演説[45]

## 外交施設

### アメリカ合衆国内にあるカナダ外交施設
アメリカ合衆国へのカナダ主要外交使節はワシントンD.C.にあるカナダ大使館である。アメリカ合衆国内にある多くの領事館によって補佐されている。
領事館はアンカレッジ、アトランタ‡、ボストン‡、バッファロー‡、シカゴ‡、ダラス‡、デンバー‡、デトロイト‡、ヒューストン、ロサンゼルス‡、マイアミ‡、ミネアポリス‡、ニューヨーク市‡、フィラデルフィア、フェニックス、ローリー、サンディエゴ、サンフランシスコ/シリコンバレー‡およびシアトル‡にある（‡は総領事館）。
プリンストン（ニュージャージー州）とパロアルト（カリフォルニア州）には貿易事務所もある。

### カナダ国内にあるアメリカ合衆国外交施設
カナダへのアメリカ合衆国主要外交使節はオタワのアメリカ合衆国大使館である。カナダ国内にある多くの領事館によって補佐されている。
領事館は、カルガリー、ハリファックス、ノースウェスト準州‡、ヌナブト準州‡、モントリオール、ケベック市、オンタリオ州南西部‡、トロント、バンクーバー、ウィニペグおよびユーコン準州‡にある（‡は仮想駐在点）。